# Gentiana paradoxa
Gentiana paradoxa là một loài thực vật có hoa trong họ Long đởm. Loài này được Albov mô tả khoa học đầu tiên năm 1895.